# Botchka (architecture)

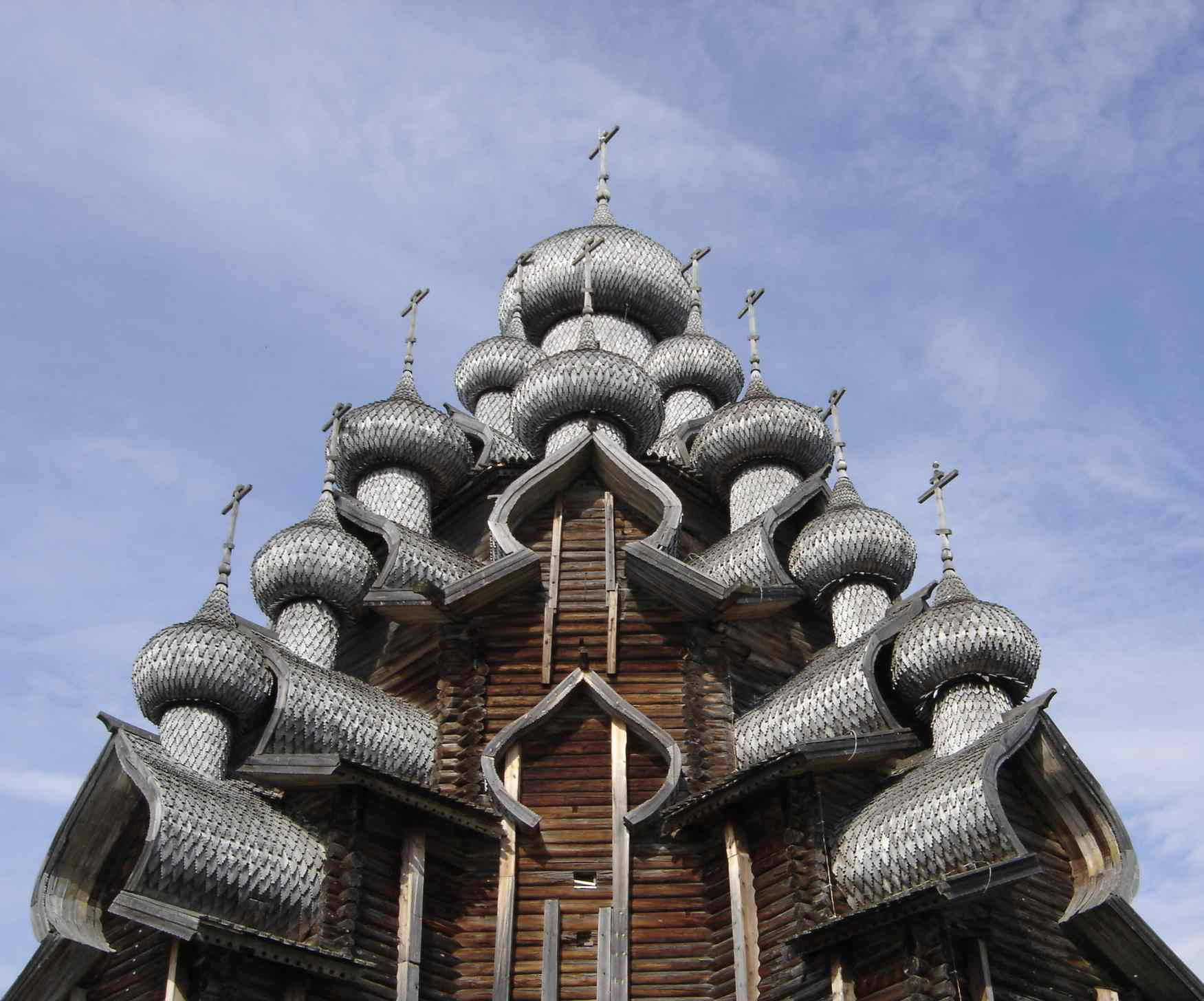
Église de la Transfiguration du Seigneur au pogost de Kiji.

La botchka (en russe : Бочка) est une forme de l'architecture en bois correspondant au zakomar ou au kokochnik de l'architecture en pierre dans la tradition russe. Elle peut couvrir des toitures de bâtiments civils ou religieux. Sa configuration peut être complexe et prendre la forme d'un cylindre ou d'un demi-cylindre. Ce mot signifie également « fût, tonneau ».